# Сопочное (озеро, бассейн Гусихи)
Со́почное — проточное озеро в Таймырском Долгано-Ненецком районе Красноярского края России.
Находится за Северным полярным кругом, на востоке Таймыра, к югу от озера Портнягино. Высота уреза воды располагается на отметке 93 м над уровнем моря.
Форма озера вытянута в меридиональном направлении. Площадь зеркала — 31,2 км². Площадь водосборного бассейна — 117 км². Длина озера — 9,8 км, максимальная ширина в средней части — 5,1 км. Впадает несколько ручьёв без названия. На северо-западе вытекает река Сопочная, приток Гусихи. Острова отсутствуют. Берега высокие, холмистые, покрыты тундровой растительностью. На юго-западе возвышается гора Балахня (402 м н.у.м.). На юго-востоке лежит озеро Исай, на востоке — озеро Хетское. В заливах западного берега — прибрежные отмели.
Код водного объекта в государственном водном реестре — 17040400211117600000267.